# Pleskonics Antal
Pleskonics Antal (1920 – 1998. április 16. előtt) magyar traktoros. A bólyi Kossuth Termelőszövetkezet párttitkára volt.

## Életrajz
1954-ben került a bólyi Kossuth Termelőszövetkezet párttitkári pozíciójába. 1965-ben megkapta a Magyar Népköztársaság Állami Díját Szabó Mátyás Kossuth Termelőszövetkezet elnökével megosztva.